# Филаретов (ювелир)
Филаретов — придворный ювелир Ивана Грозного, один из первых ювелиров, упоминающихся в летописях.
Об умельце Филаретове до нашего времени дошло сразу несколько легенд. Первое документальное упоминание о Филаретове датируется 1578 годом, когда в придворной летописи упоминается, что некий умелец Филаретов, «рода не великого, но на руку твердого, на глаз точного и на идею неимоверно богатого» из Рязанской области изготовил для Царя Ивана IV удивительной красоты умывальник, украшенный узором по «диковинному и доселе неизвестному камню». Умывальник этот был первой работой Филаретова для столь высокой особы.
После того, как Иван Грозный «подивился» искусно сделанному предмету интерьера, Филаретов был удостоен одной из высших почестей — он стал придворным мастером, который должен был украшать быт царя диковинными и необычными предметами.
Историкам известно, что Иван Грозный имел огромное желание, особенно ярко проявлявшееся ближе к концу жизни царя, возвыситься не только над прежними властителями России, но и над повелителями Европы. Изделия Филаретова, очевидно, были призваны подчеркнуть то, что даже в повседневной жизни «Царя Всея Руси» окружают не просто дорогие принадлежности, приборы и предметы интерьера, но и вещи, равных которым нет во всём мире. Государь хотел выделить убранства своего жилища так, чтобы в каждой детали была видна Богоизбранность Царя.
Филаретову удавалось делать настоящими произведениями искусства такие обыденные вещи как умывальники, подсвечники, супницы, печи, самовары и даже колодцы в царском дворе.
Редкий дар Филаретова украшать даже самые, казалось бы, обычные предметы необыкновенным образом, широко прославил русского умельца, и уже буквально через несколько лет он стал одним из любимых мастеров Царя Ивана Грозного.
Так как Филаретов стал любимчиком царя, то ему пришлось заплатить за это высокую цену. Очень быстро он был лишен всех регалий и, по-видимому, замучен палачами мнительного царя — опричниками. История донесла до нас, что Царь приказал ослепить Филаретова, который сделал по заказу Ивана Грозного один из самых великих своих шедевров — малахитовую стойку, украшенную золотом и серебром, на которую Царь клал личные вещи перед сном. Этим проверенным на архитекторах Собора Василия Блаженного приёмом Царь навсегда избавил себя от риска того, что имеющиеся у него ценности могут появиться у кого-то ещё.
Ослеплённый Филаретов не отказался после несчастья от ремесла, и принялся обучать учеников, сохранив традиции и школу. У умельца было много завистников. Кто-то из них донёс на слепого мастера, нашептав Царю, что «Филаретовым наученные мастера» изготовили неимоверно красивые предметы интерьера для польского правителя — злейшего врага Ивана Грозного. Филаретова казнили опричники, а его учеников разогнали. Имя Филаретова должно было быть забыто, а о его школе не должны были говорить.
К счастью, стиль Филаретова, его мастерство не исчезли, а следы его школы даже через многие годы ещё можно было встретить в убранстве домов бояр, князей и даже императоров дома Романовых. Правда фамилия Филаретов и упоминание о его стиле на долгое время оказались под запретом, настолько велика была боязнь Ивана Грозного.